# Barbara Martin (Leichtathletin)
Barbara Martin (Barbara Ann Martin; * 26. Februar 1955) ist eine ehemalige britische Sprinterin.
Bei den British Commonwealth Games 1974 in Christchurch gewann sie in der 4-mal-100-Meter-Staffel mit der englischen Mannschaft Silber. Über 100 und 200 Meter schied sie im Vorlauf aus.

## Bestzeiten
- 100 m: 11,75 s, 24. August 1973, Duisburg (handgestoppt: 11,7 s, 30. Juni 1973, Leipzig)
- 200 m: 24,06 s, 6. Oktober 1973, London